# 美国小说 (电影)
《美式小说》（英語：American Fiction）是2023年上映的美国喜剧剧情片，改编自珀西瓦尔·埃弗雷特2001年出版的小说《消除》，为柯德·杰弗森的导演处女作。电影由傑佛瑞·萊特、特蕾西·埃莉斯·罗斯、伊莎·蕾和斯特林·K·布朗主演，讲述一名失意的小说家兼教授出于怨恨，用开玩笑的方式写了一本充满古怪刻板印象的黑人文学著作，并将这本书拿去出版，结果大受好评。
电影于2023年9月8日在多伦多国际电影节举行首映礼，获电影节的观众票选奖。电影定于2023年12月15日在美国有限上映，12月22日全国上映，由亞馬遜米高梅工作室负责发行。入选美国电影学会2023年年度十佳电影榜单。同時在第96屆奧斯卡金像獎獲頒奧斯卡最佳改編劇本獎。

## 情節概要
塞隆尼斯·“蒙克”·埃里森是定居在洛杉磯擔任大學教授的非裔美國上流社會作家，雖然蒙克著作的小說獲得學術界的好評，銷售量卻是乏善可成，還被出版商以作品內容不夠貼近非裔美國人士的風格拒絕他的新作文稿。某日在課堂期間，蒙克在種族問題上對學生表現出魯莽的言行，導致他任教的大學安排讓他暫時休假，並建議他參加文學研討會，蒙克以此機緣返回家鄉波士頓與家人共度時光。在研討會上，蒙克的小組出席人數很少，但接受辛塔拉·戈登採訪的房間卻擠滿了人，她的暢銷小說《我們生活在達貧民區》正好迎合了大眾對非裔人士的刻板印象。
待在波士頓期間，蒙克與出現阿茲海默症跡象的母親艾格妮絲和醫生妹妹麗莎建立了親密的關係。不料麗莎與蒙克喝酒時心臟病發作，送往醫院治療後仍不治去世。和蒙克關係疏遠的弟弟克利夫（全名克利福德·“克利夫”·埃里森）是整形外科醫生，他參加了麗莎的葬禮。克利夫因為先前被妻子發現他與一名男子外遇，導致夫妻倆的婚姻以離婚收場，現在經常吸毒和隨意和他人發生性行為。另一方面，蒙克遇見了住在街對面的律師卡蘿蘭，開始和對方約會。蒙克對於辛塔拉憑藉《我們生活在達貧民區》獲得商業成功與母親的病情感到不滿，出於抒發鬱悶不滿便在靈感到來之下，撰寫名為《我的帕福學》的諷刺小說，嘲笑黑人作家所期望的文學陳詞濫調：誇張的情節、遊手好閒的父親、幫派暴力、毒品。原先蒙克純粹抱持著蔑視的心情將手稿交給出版商，結果意外發現自己收到了 75 萬美元的預付款，與此同時蒙克的經紀人亞瑟說服他採用前罪犯「Stagger Lee」的角色，藉此打響知名度。拜其所賜，蒙克以「Stagger Lee」的身份獲得了製片人威利的電影合約。為了回應出版業高層的侮辱性評論，蒙克試圖透過要求將標題改為《Fuck》準備破壞這筆合約，反而獲得高層的同意。作為「多元化推動」的一部分，蒙克心不甘情不願地受邀幫助評審新英格蘭圖書協會的文學獎。隨著蒙克和辛塔拉互動，蒙克驚訝地發現她與他有許多相同的觀點。
蒙克的母親艾格妮絲搬進照護措施生活後，出現許多不適應的情況。克里夫短暫返回波士頓，但在艾格妮絲發表恐同言論後離開。隨著蒙克的著作《Fuck》成為暢銷書，卡蘿蘭、克利夫和公眾仍然不知道「Stagger Lee」就是蒙克，「Stagger Lee」的化名同時引起聯邦調查局注意和聯繫了出版商，聯邦調查局認為「Stagger Lee」正如他在採訪中所聲稱的那樣是一名逃犯。蒙克在家庭管家洛林的婚禮當天，發現克利夫和另外兩個男人住在艾格尼絲的海濱別墅裡：克利夫從未離開過波士頓，一直參加派對和吸毒，但是洛林仍然很高興讓他參加婚禮。在招待會上，蒙克和克利夫討論了父親自殺的影響，克利夫鼓勵蒙克讓人們「愛他的全部」。
接下來的期間，《Fuck》一書獲得出版商提名角逐文學獎，迫使蒙克評斷自己的小說。該小組的白人評審對《Fuck》讚不絕口，儘管辛塔拉稱這本小說為「迎合」之作。蒙克雖然對辛塔拉的評語觀點表示同意，但隨後辯稱辛塔拉的書籍內容其實是“創傷色情”，這與她的非裔美國中產階級背景不符。辛塔拉辯稱道，她通過採訪無聲的人對她的書進行了廣泛的研究，“為市場提供了它想要的東西”，倘若白人讀者從她的書中形成刻板印象，這不是她的錯。不料，當蒙克發現卡蘿蘭喜歡閱讀《Fuck》時，他更生氣了，雙方為此大吵一架，蒙克與卡羅蘭的戀情以分手告終。
在頒獎典禮上，《Fuck》贏得了該文學獎的大獎。蒙克上台稱道他有一件事要坦白。背景螢幕切換到黑色時，故事被揭露為蒙克根據他的經歷編寫的劇本，為威利的製作公司編寫，作為《Fuck》電影改編的替代方案。蒙克尚未向公眾透露自己的身份，目前仍與卡蘿蘭分居。威利對這個劇本欣賞有嘉，但要求蒙克寫一個不同的結局。蒙克告訴威利他想要離開頒獎典禮，向卡羅蘭致歉，然而威利不喜歡這樣，因為它更接近浪漫喜劇，而不是他最初設想的劇情片。蒙克隨後建議警方將蒙克當成是一名持槍通緝犯，並在儀式上開槍射殺他。令蒙克沮喪的是，威利（也忙著拍攝黑人剝削電影《種植園滅絕》）很喜歡這部電影，改編自《Fuck》的這部電影進入了製作階段。蒙克和威利的一位扮演奴隸的演員互相承認後，帶著克利夫開車離開了。

## 演员
- 傑佛瑞·萊特 饰 塞隆尼斯·“蒙克”·埃里森（Thelonious "Monk" Ellison）
- 特蕾西·埃莉斯·罗斯 饰 丽莎·埃里森（Lisa Ellison）
- 伊莎·蕾 饰 辛塔拉·戈登（Sintara Golden）
- 斯特林·K·布朗 饰 克利福德·“克利夫”·埃里森（Clifford "Cliff" Ellison）
- 约翰·奥蒂斯（英语：John Ortiz） 饰 亚瑟（Arthur）
- 艾丽卡·亚历山大（英语：Erika Alexander） 饰 卡萝兰（Coraline）
- 亞當·布羅迪 饰 威利（Wiley）
- 莱斯莉·奥加姆斯 饰 艾格尼丝·埃里森（Agnes Ellison）
- 迈拉·卢克丽霞·泰勒（英语：Myra Lucretia Taylor） 饰 洛琳（Lorraine）
- 奥基里特·奥诺多瓦（英语：Okieriete Onaodowan） 饰 范高·贾金斯（Van Go Jenkins）
- 凱斯·大衛 饰 疯子威利（Willy the Wonker）
- 雷蒙德·安东尼·托马斯（Raymond Anthony Thomas）饰 梅纳德（Maynard）
- 米利亞姆·肖爾 饰 保拉·贝特曼（Paula Bateman）
- J·C·麦肯齐（英语：J. C. MacKenzie） 饰 卡尔·布伦特（Carl Brunt）
- 帕特里克·菲施勒（英语：Patrick Fischler） 饰 曼德尔（Mandel）
- 迈克尔·西里尔·克莱顿（英语：Michael Cyril Creighton） 饰 约翰·博斯科（John Bosco）

## 制作
2022年11月10日，消息指傑佛瑞·萊特将出演一部改编自珀西瓦尔·埃弗雷特小说《消除》的电影，电影暂未定明，由新秀导演柯德·杰弗森执导、编剧，电影因此成为他的导演处女作。T街制片公司和三艺娱乐参与制片。2022年12月2日，消息指特蕾西·埃莉斯·罗斯、艾丽卡·亚历山大、莱斯莉·奥加姆斯、斯特林·K·布朗、迈拉·卢克丽霞·泰勒、约翰·奥蒂斯、伊莎·蕾和亞當·布羅迪加盟剧组。摄制工作于12月初杀青。同月，米高梅旗下的猎户座影业买下电影海外发行权。2023年7月，电影首映礼消息公布，片名正式定为《美式小说》。影片是猎户座影业第一部由亞馬遜米高梅工作室发行的作品。

## 发行
电影于2023年9月8日在多伦多国际电影节举行首映礼，获电影节观众票选奖。随后展开全美路演，期间于2023年12月5日在洛杉矶塞缪尔·戈尔德温剧院举行全美首映礼。电影定于2023年12月15日在美国有限上映，12月22日全国上映，此前曾定档2023年11月3日上映。英国与爱尔兰地区的发行由寇松电影负责，定于2024年2月2日上映。

## 反响
根据評論匯總网站爛番茄汇总的60篇评论文章，93%的评论家给予该作正面评价，平均打分为7.9分（满分10分）。该网站总结的评论家共识是“多亏了傑佛瑞·萊特对尖锐幽默和富有洞察力的材料的执着态度，他与《美式小说》将永远密不可分。”在Metacritic上，17位影評人共給予了80分的分數（滿分100分），這部電影獲得了「普遍好評」。

## 獎項
其他獎項請見《美国小说》獲獎與提名列表。
| 年份 | 頒獎典禮           | 獎項         | 入圍者        | 結果 |
| ---- | ------------------ | ------------ | ------------- | ---- |
| 2024 | 第96屆奧斯卡金像獎 | 最佳影片     | 《美國小說》  | 提名 |
| 2024 | 第96屆奧斯卡金像獎 | 最佳男主角   | 傑佛瑞·萊特   | 提名 |
| 2024 | 第96屆奧斯卡金像獎 | 最佳男配角   | 斯特林·K·布朗 | 提名 |
| 2024 | 第96屆奧斯卡金像獎 | 最佳改編劇本 | 《美國小說》  | 獲獎 |
| 2024 | 第96屆奧斯卡金像獎 | 最佳原创配樂 | 劳拉·卡普曼   | 提名 |